# Morgul
Morgul – norweski zespół blackmetalowy powstały w 1991 roku w Råde. Założycielami są: wokalista i multiinstrumentalista Jack D. Ripper oraz perkusista Hex. Morgul ma na swoim koncie pięć albumów studyjnych i dwa albumy demo.

## Muzycy
Obecny skład zespołu
- Jack D. Ripper – śpiew, gitara, gitara basowa, instrumenty klawiszowe, programowanie perkusji (1991-obecnie)

Muzycy sesyjni
- Pete Johansen – skrzypce

Byli członkowie zespołu
- Hex – perkusja (1991–1999)
- Tom Cuper – perkusja (album All Dead Here..)

## Historia
Początki zespołu sięgają 1990 roku, kiedy Jack D. Ripper i Hex rozpoczęli funkcjonowanie pod nazwą Charmock and Hex. W 1991 roku przemianowali wspólny projekt na Morgul. Po nagraniu dwóch albumów demo Vargvinter (1994) i In Gowns Flowing Wide(1995) przyszedł czas na pierwsze pełne wydawnictwo. Lost in Shadows Grey nagrywany był w studiu X-Ray w Sarpsborg na południu Norwegii. Na rynku ukazał się w kwietniu 1997 roku, nakładem Napalm Records. Drugi album Parody Of The Mass nagrywany był w szwedzkim Abyss Studios z pomocą Mikaela Hedlunda, muzyka znanego z Hypocrisy. Premiery doczekał się w 1998 roku.
W 1999 roku zespół podpisał kontrakt z niemiecką wytwórnią Century Media Records i rozpoczął prace nad kolejnym albumem. Nastąpiła też zmiana miejsca nagrań i producenta. Począwszy od kolejnego albumu, wszystkie wydawnictwa Morgul zostały zarejestrowane w Soundsuite Studio (południowa Francja), z pomocą producenta Terje Refsnesa, współpracował również z takimi zespołami jak Sirenia, Carpathian Forest, The Sins of Thy Beloved i Battlelore. 
Tuż przed nagraniem The Horror Grandeur drogi Rippera i Hexa się rozeszły. Ripper pozostał jedynym odpowiedzialnym za działalność Morgul. Trzeci album został wydany 31 stycznia 2000 roku, materiał został w całości skomponowany przez Rippera, a jedynym gościnnym muzykiem był Pete Johansen, skrzypek słynący ze współpracy z grupami takimi jak: The Scarr, The Sins of Thy Beloved, Sirenia i Tristania.
W 2001 roku Morgul pojawił się w studiu po raz kolejny, nagrywając Sketch of Supposed Murderer, jedyny album nagrany dla Century Media Records.
W 2004 Jack D. Ripper nagrał kolejny album z pomocą skrzypka Pete'a Johansen'a. Płyta zatytułowana All Dead Here... ukazała się 18 kwietnia 2005 roku nakładem Season of Mist. 
Jack D. Ripper mieszka obecnie w Detroit w Stanach Zjednoczonych, gdzie nagrywa materiał na kolejną płytę.

## Dyskografia
Dema
- Vargvinter (1994, wydanie własne)
- In Gowns Flowing Wide (1995, wydanie własne)

Albumy studyjne
- Lost in Shadows Grey (1997, Napalm Records)
- Parody of the Mass (1998, Napalm Records)
- The Horror Grandeur (2000, Napalm Records)
- Sketch of Supposed Murderer (2001, Century Media Records)
- All Dead Here... (2005, Season of Mist)